# Cylomissus
Cylomissus (лат.) — род жуков-водолюбов из подсемейства Cylominae (Rygmodinae).

## Описание
Водолюбы мелкого и среднего размера, широко овальной формы, выпуклые. Длина тела от 4 до 5 мм. Усики состоят из 9 антенномеров. Лабрум виден перед клипеусом. Глаза средних размеров. Апикальный членик максиллярных щупиков короче предшествующего сегмента. Переднеспинка относительно крупная и широкая, округлая, слегка выемчатая спереди, густо и сильно пунктированная. Наружные края переднеспинки и надкрылья не образуют непрерывной кривой. Надкрылья равномерно широкие, закругленные сзади, без скутеллярных бороздок, с рядами точек. Род встречается в Новой Зеландии.

## Классификация
Род Cylomissus был выделен в 1903 году новозеландским энтомологом Томасом Броуном (1838–1919). Cylomissus можно отличить от близких родов следующими признаками: клипеус без явной выемки на переднем крае, передние углы не покрывают лабрум; бёдра без голенных бороздок (у Anticura они развиты). Включён в состав подсемейства Cylominae (ранее Rygmodinae).
- Cylomissus glabratus Broun, 1903